# محطة إكويتي (مترو دبي)
محطة إكويتي (سابقًا محطة بنك الخليج الأول، ومحطة بنك أبوظبي الأول ومحطة أم الشيف) هي محطة نقل سريع على الخط الأحمر من مترو دبي في دبي، الإمارات العربية المتحدة، تخدم المحطة منطقة القوز والمناطق المحيطة بها. تم تسمية المحطة على اسم مجموعة إكويتي، وهي شركة رائدة في مجال التكنولوجيا المالية ومزود عالمي لتكنولوجيا التداول عبر الإنترنت.
يمكن منها الوصول مباشرة إلى محطة إكسبو حيث موقع إكسبو 2020 أو إلى محطة جبل علي الانتقالية التي تنتهي في محطة مركز الإمارات العربية المتحدة للصرافة.